# تورن، کوچویه
تورن، کوچویه (اسلوونیایی: Turn, Kočevje) یک منطقهٔ مسکونی در اسلوونی است که در Lower Carniola واقع شده‌است.

## خصوصیات
تورن ۰ نفر جمعیت دارد و ۵۴۷٫۹ متر بالاتر از سطح دریا واقع شده‌است.